# Jean-Thomas Thibault
Pour les articles homonymes, voir Thibault.
 (novembre 2015).
Si vous disposez d'ouvrages ou d'articles de référence ou si vous connaissez des sites web de qualité traitant du thème abordé ici, merci de compléter l'article en donnant les références utiles à sa vérifiabilité et en les liant à la section « Notes et références ».
Jean-Thomas Thibault, né le 20 novembre 1757 à Montier-en-Der, et mort le 27 juin 1826 à Paris, est un architecte et peintre français. Considéré comme l'un des principaux architectes dessinateurs de son temps il acquit une importante réputation comme l'un des principaux collaborateurs d'Étienne-Louis Boullée, dans les dernières années du 18e siècle. Son œuvre graphique dispersée n'a pas encore suscité les études qu'elle mérite.

## Biographie
Jean-Thomas Thibault naît le 20 novembre 1757 à Montier-en-Der, fils de Thomas Thibault, menuisier et de Jeanne Lefèvre.
Avant la Révolution française, il se forme à l’Ecole gratuite de dessin de Paris. En 1778, il entre au service du prince de Conti employé au chantier de L’Isle-Adam comme dessinateur et inspecteur des travaux. Il collabore avec différents architectes dont Pierre Panseron et fréquente les milieux proches de l'Académie royale d'architecture, sans passer le concours du Grand prix. Il intègre l’atelier d'Étienne-Louis Boullée entre 1780 et 1786, puis après 1790, où  il se lie d’amitié avec Jean-Nicolas-Louis Durand et Pierre-Adrien Paris. Il se rend à Rome par ses propres moyens et y séjourne à partir de 1786 jusqu'en 1792 du fait des événements révolutionnaire. Pierre-François-Léonard Fontaine dont il était déjà l'ami s'y trouve et y fait la connaissance de Charles Percier. Il produit alors de nombreuses vues d'architecture et de paysage, aujourd'hui en partie conservées au Louvre. Il y pratique, d’après Fontaine, « alternativement, et toujours avec succès, la peinture et l’architecture ».
Il est associé à Jean-Nicolas-Louis Durand à l'occasion des concours de l'An II. Ensemble ils présentent quinze projets et remportent un grand nombre de prix. Il expose en 1795 et 1796 plusieurs peintures de paysages au Salon.
Pendant l’Empire, il est chargé de restaurer le palais de La Haye et l’hôtel de ville d’Amsterdam.
En 1804, Louis Bonaparte acquiert le château de Saint-Leu et un hôtel parisien rue Cerutti. Il fait appel à Thibault et Durand pour des transformations des bâtiments.
En 1805, il termine avec Barthélemy Vignon (1762-1846) le château de la Petite Malmaison pour l’impératrice Joséphine.
Il est architecte du palais de Neuilly et du palais de l’Élysée pour Caroline et Joachim Murat, grand-duc de Berg. Joachim Murat a acheté le palais de l’Élysée en 1806. Avec Barthélemy Vignon, Jean-Thomas Thibault effectue des transformations dans le palais. En 1808, Napoléon Ier rachète à Murat l’ensemble de ses biens en France, dont le palais de l’Élysée.
Thibault est nommé professeur de perspective à l’École des beaux-arts de Paris le 14 avril 1819 en remplacement de Pierre-Henri de Valenciennes.
Il est élu membre de l’Académie des beaux-arts en 1818, section architecture, au fauteuil no 3, après la mort de Léon Dufourny.
En 1819, à la mort de Pierre-Henri de Valenciennes, il reprend le poste de professeur de perspective à l’École des Beaux-Arts et consacre la fin de sa carrière à l’enseignement du dessin.
Mort le 27 juin 1826 à Paris, Jean-Thomas Thibault est inhumé dans cette ville au cimetière du Père-Lachaise (43e division).

## Publication
- Application de la perspective linéaire aux arts du dessin, ouvrage posthume mis à jour par Chapuis[6],[7], son élève, Paris, chez Mesdames Thibault, Jules Renouard libraire, Bance aîné, 1827 (lire en ligne)[8].